# 海绵基荸荠
海绵基荸荠（学名：Heleocharis pellucida var. spongiosa）为莎草科荸荠属透明鳞荸荠的变种。分布于中国大陆的江西等地，多生长于水塘中，目前尚未由人工引种栽培。